# 歐力士
歐力士（英語：Orix Corporation，日语： Orikkusu Kabushiki-gaisha；東證1部：8591，原大證1部：8591，：IX），日本首家租賃公司，總部設於東京都港區。目前在世界36个国家和地区设有分支机构，业务遍布金融和实业领域的数十个产业，旗下主要业务包括信托银行、证券、保险、租赁、投资银行、房地产、 环保新能源等。1964年4月17日成立於日本大阪，當時名為「東方租賃股份有限公司」。由日綿實業（現雙日株式會社）與三和銀行（現三菱東京日聯銀行） 、日商岩井（現雙日株式會社）、東洋信託銀行（現三菱日聯信託銀行）、 日本勸業銀行（現瑞穗實業銀行） 、日本興業銀行（現瑞穗實業銀行）及神戶銀行（現三井住友銀行）等三間貿易公司及五間銀行，共同出資成立。設立時的職員共有13人，當時在美國國際租賃公司學習租賃商務，現任董事局主席的宮內義彥也是成員之一。創立之初正值1960年末至1970年初的日本經濟成長期，從美國引進當時創新的「租賃」金融業務至日本市場，並同時確立租賃商務。爾後伴隨著經濟景氣，產業界的設備也需求日益增加，進而促使租賃公司如雨後春筍般的成立。1989年改名为欧力士。

## 年表
- 1964年4月17日成立於日本大阪，當時名為「東方租賃株式會社」（オリエント・リース株式会社）。
- 1972年12月公司总部从大阪移至东京。
- 1970年4月，歐力士公司在日本大阪證券交易所第二部掛牌上市。
- 1973年2月在東京證券交易所、大阪證券交易所及名古屋證券交易所的第一部掛牌上市。
- 1970年，日本經濟受到兩度石油危機衝擊，導致企業對於設備的投資大量減少，以及市場匯率的高度不穩定。歐力士在這段時期陸續開辦船舶租賃、航空器租賃及不動產融資等相關業務，在其後便陸續成立具產業專業性的租賃公司。
- 1972年成立歐力士 Alpha 為流通服務業提供租賃。
- 1973年成立「歐力士自動車租賃」，1976年成立歐力士測技提供精密儀器租賃。
- 1979年成立「歐力士信貸」開展個人融資業務、提供信用卡服務。
- 1971年在香港設立了第一個海外據點，隨后陸續設立新加坡、馬來西亞、美國、印尼、韓國、菲律賓和台北等海外據點。
- 1988年10月自阪急電鐵接手阪急勇士隊（現歐力士猛牛），加盟日本職棒。
- 1989年4月1日，導入企業識別（CI）、並將公司更名為現在使用的「歐力士株式會社」。
- 1991年歐力士公司成立了收購美國奧馬哈保險在日業務改組成「歐力士生命保險」展開壽險業務。
- 1997年與芝加哥第一銀行合資設立子公司，並在美國展開了以不動產融資的證券化業務。
- 1998年收購「山一信託銀行」改組為「歐力士信託銀行」，開始提供個人金融服務，目前提供網路專用的定期存款、 次級房貸等服務。
- 1990年另外設立子公司「歐力士不動產」 ，專司發展以住宅與商用不動產開發的相關業務。
- 1998年9月16日， 歐力士在美國紐約証券交易所正式上市（：IX）。
- 2006年併購了美國投資銀行華利安諾基，開始投資銀行資產管理以及房地產業務。
- 2010年5月收购美国RED Capital Group[2][3]
- 2013年2月19日歐力士同意以19.35億歐元(26億美元)收購荷蘭合作銀行集团（Rabobank Group）旗下荷寶投資管理集團(Robeco)90.01%股份。按照協議，歐力士將通過向荷蘭合作銀行支付現金和本公司股票的方式獲得90.01%的荷寶股份，荷蘭合作銀行將保留剩余9.99%的荷寶股份。2016年，歐力士完成了荷寶剩余股份的收购。
- 2018年8月9日，歐力士同意以22.124億美元（折合人民幣139.12億元）現金從海航集團旗下渤海金控收購全球第三大飛機租賃公司Avolon Holdings三成股權，歐力士將於11月完成有關收購，並在Avolon董事會取得兩個席位

## 外部連結
- 歐力士集團（日語）（简体中文）（英文）
- 台灣歐力士（繁體中文）
  - 歐力士小客車租賃（繁體中文）
  - 台灣歐力士資產管理（繁體中文）
  - 歐力士保險代理人（繁體中文）
- 歐力士亞洲（香港）（繁體中文）（英文）
- 歐力士（中國）投資（简体中文）
- 新加坡歐力士租賃（英文）
- 馬來西亞歐力士（英文）
- 印度歐力士（英文）